# New Munster

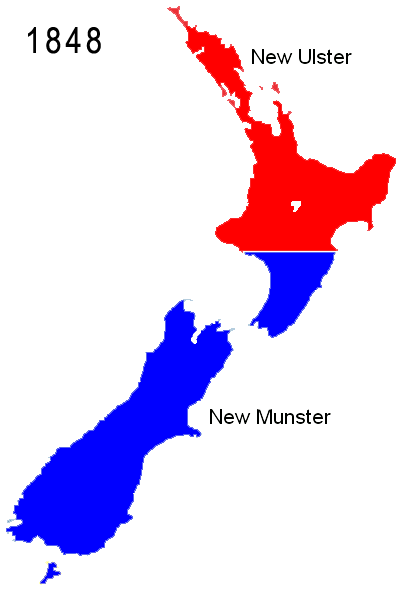
Provinzen entsprechend der Proklamation vom 10. März 1848

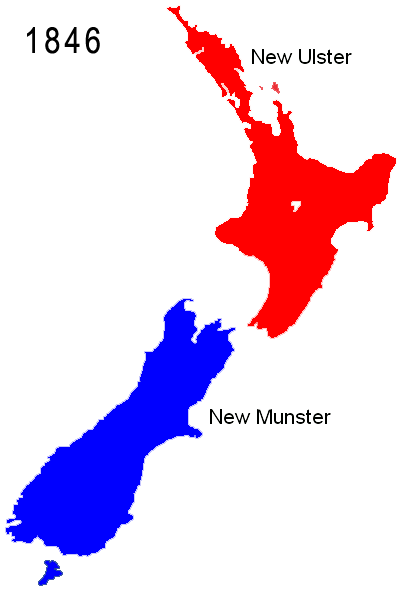
Provinzen nach dem New Zealand Constitution Act 1846

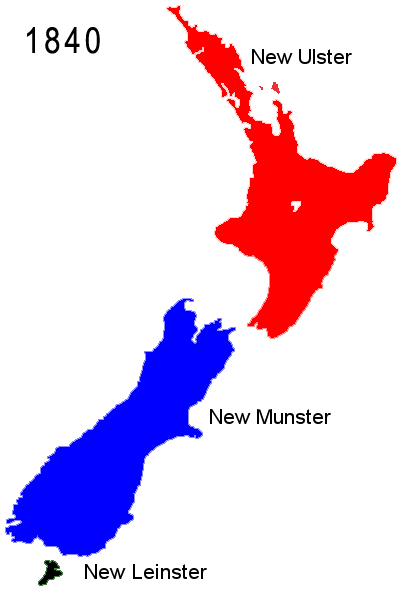
Die drei ersten Provinzen des Landes entsprechend dem Letters Patent vom 16. November 1840

New Munster war eine Provinz in der ehemaligen britischen Kolonie Neuseeland. 

## Geographie
New Munster umfasste von 1840 bis 1846 die gesamte Südinsel von Neuseeland, bekam 1846 New Leinster (Stewart Island) zugesprochen und ab dem 10. März 1848 das Gebiet südlich des Pātea River auf der Nordinsel.

## Geschichte
Als am 16. November 1840 Neuseeland per Letters Patent zu einer eigenständigen Kolonie erklärt wurde und damit nicht mehr länger der Kolonie New South Wales unterstellt war, wurden die drei Hauptinseln Neuseelands, die bis dato als Northern Island, Middle Island und Stewart's Island bekannt waren, unter geographischen Gesichtspunkten als New Ulster (Nordinsel), New Munster (Südinsel) und New Leinster (Stewart Island) bezeichnet.
Am 23. Dezember 1846 wurde Neuseeland auf Basis des New Zealand Constitution Act 1846 und per Royal Charter in zwei Provinzen unterteilt, New Ulster und New Munster. Am 10. März 1848 folgt dann eine Proklamation durch Gouverneur George Edward Grey, in der der Teil der Provinz New Ulster, der auf der Nordinsel südlich des Pātea River liegt, der Provinz New Munster zugesprochen.
Stellvertretender Gouverneur für die Provinz New Munster wurde am 28. Januar 1848 Edward Eyre.
Mit dem New Zealand Constitution Act 1852 wurden die Provinzen New Ulster und New Munster aufgelöst und in neue Provinzen aufgeteilt. New Munster wurde demnach auf der Nordinsel durch die Provinz Wellington und auf der Südinsel durch die Provinzen Nelson, Canterbury und Otago ersetzt.